# Franck Munsey
Franck Munsey (1854-1925) est un éditeur de presse américain, qui a fondé un empire de presse portant son nom.

## Biographie
Réparateur de télégraphe d'Augusta, Maine, Franck Munsey s'est installé en 1882, à 28 ans, à New York et publie le magazine, The Golden Argosy, associé à un courtier en Bourse. Le journal fait faillite mais il parvient à le racheter avec son indemnité de licenciement. Il abaisse fortement le prix de son magazine en 1893, ce qui lui permet de porter le tirage de 40 000 à 500 000 copies par semaine. En 1901, il acquiert le Washington Times puis progressivement 16 autres journaux, parmi lesquels New York Herald Tribune, acheté en 1920 avec l'International Herald Tribune. Il sera l'un des soutiens du président Theodore Roosevelt.
The Frank A. Munsey Company fut vendue en 1942 à Popular Publications (en) dirigée par Harry Steeger (en).